# Споразумение от остров Вис
Споразумението от остров Вис е споразумение, подписано на 16 юни 1944 година на хърватския остров Вис от водача на комунистическата Югославска народна освободителна армия Йосип Броз Тито и ръководителя на Югославското правителство в изгнание Иван Шубашич. Сключено под натиска на западните Съюзници, то има за цел да уреди отношенията между вече контролиращите части от територията на Югославия комунистически партизани и официално признатото от тях югославско правителство. През ноември споразумението от Вис е последвано от ново, уточняващо начина на споделяне на властта след края на германската окупация.